# Illarion Nikolaevič Pevtsov
Illarion Nikolaevič Pevtsov, oppure Illarion Nikolaevič Pevcòv (Antopal', 7 dicembre 1879 – San Pietroburgo, 10 ottobre 1934), è stato un attore russo.

## Biografia
Pevtsov si formò artisticamente sotto la guida del maestro scrittore, drammaturgo, impresario e regista teatrale Vladimir Ivanovič Nemirovič-Dančenko e, quando le sue conoscenze e capacità glielo consentirono, collaborò con il regista e teorico del teatro Konstantin Sergeevič Stanislavskij e con il regista Vsevolod Ėmil'evič Mejerchol'd.
Pevtsov riuscì nell'impresa di guarire dalla sua balbuzie e incominciò la sua carriera di attore teatrale esibendosi sia nei teatri di provincia sia in quelli delle grandi città, come Mosca e San Pietroburgo, dedicandosi a lavori di importanti drammaturghi, come il poeta, drammaturgo e pittore Michail Jur'evič Lermontov e lo scrittore e drammaturgo Leonid Nikolaevič Andreev.
Dopo che fu realizzata la rivoluzione d'ottobre, si dedicò per un po' di tempo all'insegnamento, ma dopo poco preferì ritornare alla recitazione, esibendosi al Teatro accademico statale del dramma, dove risultò uno dei maggiori sostenitori della drammaturgia sovietica.
Si distinse anche come attore cinematografico, e tra le pellicole si può menzionare il film Ciapaiev (1934).

## Opere

### Cinematografia
- Ciapaiev, diretto da Georgij Vasil'ev e Sergej Vasil'ev (1934).